# Mediapro
Mediapro, cuya razón social es Mediaproducción, S.L.U., es un grupo audiovisual español fundado en 1994 en Barcelona. 
Su actividad es la producción de contenidos para cine y televisión, la gestión de derechos deportivos y la gestión de servicios audiovisuales y otros servicios asociados.

## Accionariado
En 2006 se integra junto con el Grupo Globomedia en Imagina Media Audiovisual, la mayor productora audiovisual de España.
En junio de 2010 presentó concurso de acreedores dentro de la denominada Guerra del Fútbol con Sogecable, del que salió finalmente en diciembre de 2011.
En febrero de 2018 se cierra un acuerdo definitivo por el que Orient Hontai Capital se incorpora a Imagina Media Audiovisual como accionista mayoritario. El primer grupo de capital privado de China adquiere las participaciones de Torreal (Juan Abelló) (22,5%), Televisa (Emilio Azcárraga) (19%) y Mediavideo (Gerard Romy) (12%), lo que suma en total el 53,5%. Esta transacción sitúa el valor corporativo de Imagina en 1.900 millones de euros. Los demás accionistas, el Grupo WPP (22,5%) y dos de los socios fundadores del Grupo, Tatxo Benet (12%) y Jaume Roures (12%), mantienen su participación en Imagina. Se mantiene el acuerdo existente entre los accionistas, por el que la dirección del Grupo no experimenta ningún cambio y sigue en manos de Jaume Roures y Tatxo Benet.
En diciembre de 2021, Southwind recapitalizó el grupo con una inyección de 620 millones de euros, aumentando su participación en Mediapro hasta el 85%, disminuyendo la de WPP al 7% y las de Jaume Roures y Tatxo Benet, con un 4% cada uno.

## Organigrama
Su equipo directivo está formado por:
| Directivo                | Cargo                                |
| ------------------------ | ------------------------------------ |
| Josep María Benet Ferran | Presidente y Consejero Delegado      |
| Laura Fernández Espeso   | Directora general                    |
| Eva Abans                | Corporate CFO                        |
| Josep Ensesa             | Legal Officer                        |
| Alberto Vía              | Director de Broadcast Media Services |
| Marta Ezpeleta           | Directora de The Mediapro Studio     |
| Carmen Fernández Tallón  | Directora de Innovación              |
| Daniel Margalef          | Director de Canales y Plataformas    |
| David Xirau              | Director de Mediapro Xperiences      |
| Oliver Seibert           | Director Derechos Deportivos         |

## Empresas
- 100 Balas
- Acicala
- Adisar Media
- Antena Local
- Apuntolapospo
- Big Bang Media
- El Terrat
- Eumovil
- Geca
- Globomedia
- Hostoil
- Imagina International Sales
- K-2000
- Liquid Media
- LSL
- LVP
- Mediamovil
- Mediapro
- Mediapro Brands
- Mediapro Argentina
- Mediapro Asia
- Mediapro Bolivia
- Mediapro Canarias
- Mediapro Chile
- Mediapro China
- Mediapro Colombia
- Mediapro Egipt
- Mediapro Exhibitions
- Mediapro EU
- Mediapro Greece
- Mediapro México
- Mediapro Middle East
- Mediapro Paraguay
- Mediapro Perú
- Mediapro Portugal
- Mediapro Singapur
- Mediapro Turkey
- Mediapro UK
- Mediapro US
- Mediarena
- Mediasur
- Mediatem
- Media Burst
- Media Park
- Overon
- Overon Portugal
- Overon USA
- Rez Estudio
- Royal Media
- Telson . Tres60
- The Mediapro Studio
- Unitecnic
- València Imagina Televisió (VITV)
- Videoreport
- Videoreport Canarias
- wTVision

## Televisión

### Canales
En 2006, Imagina Media Audiovisual crea La Sexta, que en octubre de 2012 fue absorbida por Atresmedia Corporación a cambio de un 4% de las acciones de Atresmedia Corporación, que pasaron a titularidad de Imagina Media Audiovisual.
En septiembre de 2008 lanza su canal dedicado a fútbol, Gol Televisión, que en agosto de 2009 comenzaría sus emisiones en pruebas a través de la TDT para ser en septiembre de 2009 el primer canal TDT de pago. Gol Televisión cesó sus emisiones el 30 de junio de 2015. Es sustituido por Gol Play el 1 de junio de 2016. Gol se puede seguir en abierto en la TDT.
A finales de abril de 2022, Mediapro adquirió el canal deportivo Fox Sports en Argentina junto con la totalidad de los derechos televisivos con los que contaba la señal previo a la fusión, Fox-ESPN en Latinoamérica. Dicha adquisición, fue con base en un acuerdo con The Walt Disney Company Latin America quien buscaba cumplir con las exigencias de la Comisión Nacional de Defensa de la Competencia en Argentina para la desinversión.
Mediapro también operó, de la mano de BeIN Media Group, los canales BeIN Sports, BeIN LaLiga y BeIN Connect, que cerraron posteriormente.

### Producción
Una de las principales actividades del Grupo Mediapro es la producción de contenidos para televisión en todos los géneros: informativos, magazines diarios, documentales, reportajes, programas de entretenimiento, programas en directo, series de ficción, canales temáticos, y televisión en abierto.

## Derechos audiovisuales
Derechos gestionados por Mediapro:
- LALIGA: distribución de los derechos audiovisuales internacionales (excluyendo los territorios: MENA, USA, subcontinente indio)
- Derechos en España de 1 partido en abierto por jornada de LALIGA EA Sports, 1 partido en abierto por jornada de la Liga F, y todos los partidos por jornada de LALIGA HYPERMOTION (no exclusivo)
- Comercialización de los derechos internacionales del fútbol belga (Pro League)
- Comercialización de los derechos internacionales de la Superliga China
- Comercialización de derechos internacionales para los clasificatorios de CONMEBOL del Mundial 2026 de 7 federaciones (Uruguay, Paraguay, Chile, Perú, Colombia, Ecuador, Bolivia, Venezuela)
- Comercialización de los derechos internacionales de los clasificatorios de CONCACAF del Mundial 2026 y 2030 y la Nations League (Joint venture con IMG)
- Comercialización de derechos internacionales de la Euro Hockey League y los Europeos de Hockey
- Comercialización de derechos internacionales del World Skate
- Comercialización de derechos internacionales del MAN CITY TV

## Controversias

### Conflicto por los derechos televisivos del fútbol español
En 2007 Mediapro y otra empresa audiovisual, Audiovisual Sport, tuvieron un conflicto de intereses por la explotación del fútbol en abierto de la Liga española. En una primera sentencia que fue recurrida, el juzgado condenó inicialmente a Mediapro al pago a Audiovisual Sport de más de 100 millones de euros por incumplimiento de los contratos de 2006 de ambas empresas de los derechos de fútbol en televisión. Esta condena fue recurrida pero provocó un concurso de acreedores de Mediapro en junio de 2010. 
Esta situación produjo el hecho insólito de la retransmisión de tres partidos de la liga en abierto en una jornada y también de una jornada sin retransmitir un solo partido. Este conflicto tuvo una altísima repercusión mediática ya que las dos partes implicadas se negaban a dar su brazo a torcer y cada una hacía lo máximo posible por perjudicar a la otra. El 9 de octubre de 2007, la sentencia de un juez falló instando a Audiovisual Sport y Mediapro a la explotación de los partidos tal y como estaba estipulado en los contratos de julio de 2006, prohibiendo a Mediapro cualquier acto que impida a su rival el disfrute de los derechos de todos los clubes de 1.ª División (salvo el Murcia, que firmó con ellos una vez ascendido a Primera División). A su vez, en 2008 le fue prohibida, tras interponer una demanda Audiovisual Sport, la entrada de sus cámaras en el campo del Recreativo de Huelva, siendo retransmitido ese partido Recreativo de Huelva - F.C. Barcelona en exclusiva por Telecinco.
Al final de un largo proceso judicial, el Tribunal Supremo  consideró nulo el pacto contractual de 2006 entre las empresas, por lo que no cabía su incumplimiento, eximiendo a Mediapro de pagar los 105 millones de euros de indemnización establecidos anteriormente por el juzgado.
En abril de 2019, la Audiencia Provincial de Madrid condenó a Prisa a pagar una indemnización de 51 millones de euros a Mediapro. El auto judicial evalúa en esa cantidad los daños causados a Mediapro por las medidas cautelares que Prisa solicitó al Juzgado de Primera Instancia n.º 36 de Madrid, y que ese Juzgado concedió en octubre de 2007, prohibiendo a Mediapro la explotación de los derechos audiovisuales de clubes de fútbol de los que era titular. La Audiencia Provincial de Madrid revocó en julio de 2008 dichas medidas cautelares. El auto establece que las medidas cautelares dictadas por el Juzgado 36 permitieron a Prisa la explotación de unos derechos propiedad de Mediapro privando a esta de la explotación de los mismos y provocándole daños y perjuicios por valor de 51 me.

### Investigación por soborno y blanqueo de capitales
El 14 de diciembre de 2015, la sede social y otras dependencias de empresas filiales de Mediapro fueron registradas por agentes especiales del FBI y de la UDEF de la Comisaría General de Policía Judicial, en el marco de una investigación por soborno y blanqueo de capitales que dirige la fiscalía estadounidense contra la antigua cúpula de la FIFA, sospechosa de corrupción, y las personas y empresas que habrían colaborado con ella para obtener provecho específico del negocio de retransmisión de la Copa Mundial de Fútbol de 2014.

### Requerimiento por implicación en el proceso independentista de Cataluña
En 2018, el Ministerio de Hacienda y Función Pública envía un requerimiento a la Generalidad de Cataluña con una lista de 50 empresas, entre las que se encuentra Mediapro, en el que se solicita detallen los pagos o ayudas otorgados desde 2015 a personas, empresas y medios que podrían haber financiado y colaborado en el Proceso soberanista de Cataluña de 2012-2021 o en el referéndum de independencia de Cataluña de 2017.